# Історія Києво-Печерської лаври
Свя́то-Успе́нська Ки́єво-Пече́рська ла́вра — одна з найбільших православних святинь України, монастир УПЦ московського патріархату зі статусом лаври.
Заснована у 1036 році за князя Ярослава Володимировича монахом Антонієм як печерний монастир. Вважається одним з перших монастирів на Русі, що поклав початок руському чернецтву. Співзасновником монастиря вважається один з перших учнів Антонія — Теодосій, за ігуменства якого зведено багато наземних будівель і головний собор. Впродовж століть монастир був центром місіонерства та просвітництва.
З 1592 по 1688 роки був ставропігією Константинопольського патріарха, з 1688 року — Московського патріарха, з 1786 — Київського митрополита. У 1688 році отримав статус лаври. У 1930 році монастир було закрито, натомість створено Всеукраїнське музейне містечко. В період німецької окупації (у 1941 році) монастир було відкрито, проте знову закрито у 1960 році радянською владою. Чернецьке життя відроджене у 1988 році. В Ближніх і Дальніх печерах лаври покояться нетлінні мощі святих отців Києво-Печерських.
Сьогодні монастирське життя зосереджене на території Нижньої Лаври. На території Верхньої Лаври діє музейний комплекс «Національний Києво-Печерський історико-культурний заповідник».
Трапезний храм Києво-Печерської лаври в ім'я святих Антонія і Феодосія з 1992 по 31 грудня 2022 року був де-факто кафедральним собором УПЦ МП, в ньому звершував богослужіння предстоятель цієї церкви. 31 грудня 2022 року закінчився договір оренди храму УПЦ МП. 15 лютого 2023 року першу службу у храмі здійснив предстоятель Православної церкви України.

## Заснування

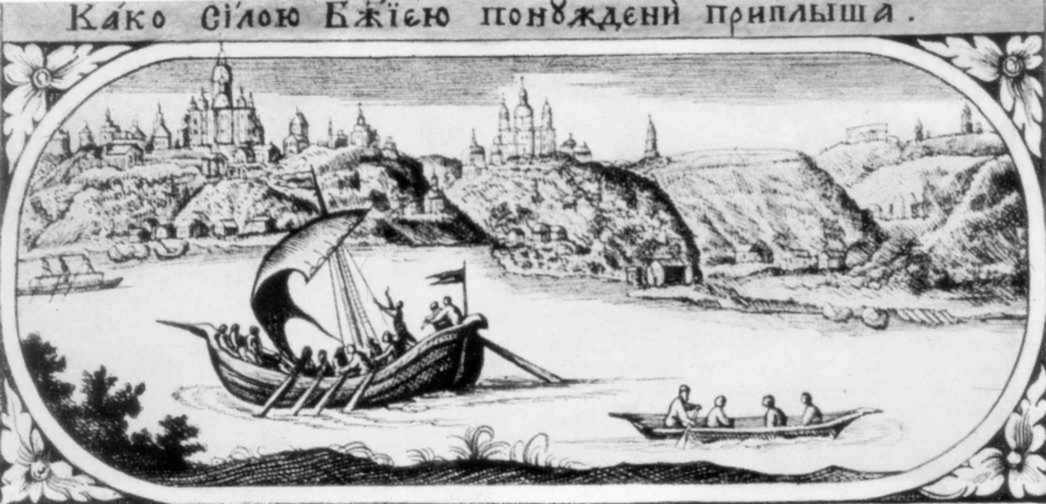
Вигляд на Лавру. Тарасевич Леонтій. 1702.

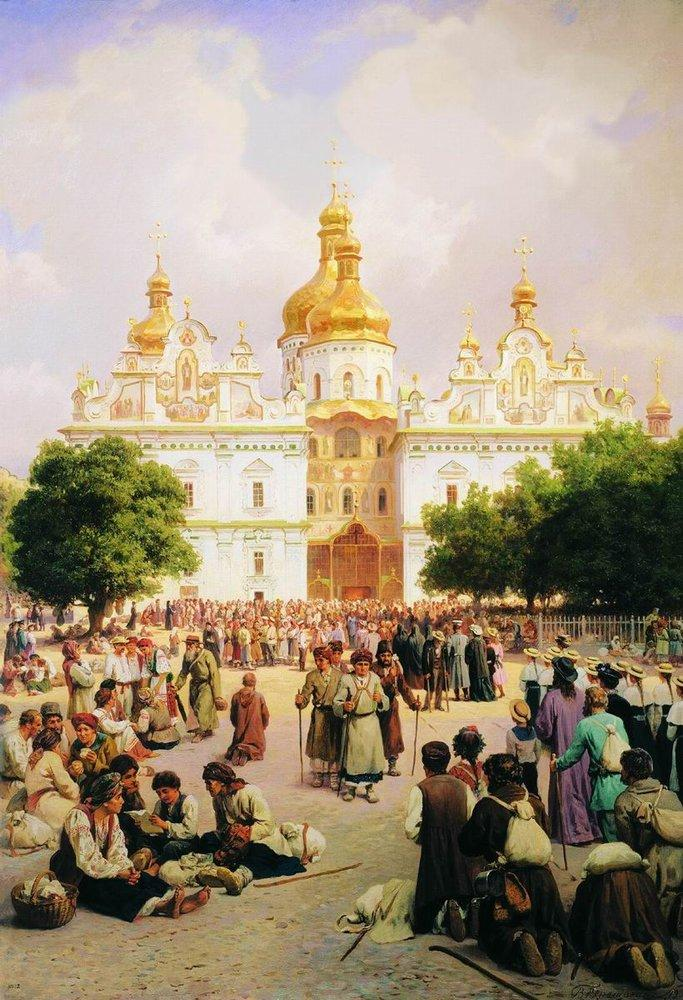
В.Верещагін. «Велика церква Києво-Печерської Лаври» (тобто Свято-Успенський собор) у XIX ст.

Заснована у 1051 році монахами Антонієм і Феодосієм у печерах біля літньої княжої резиденції Берестово поблизу Києва. Першим ігуменом монастиря став преподобний Варлаам Печерський, колишній боярин. В 1058 році, попросивши благословення преподобного Антонія, преподобний Варлаам побудував над печерою дерев'яну церкву в честь Успіння Пресвятої Богородиці.
В одинадцятому столітті монастир став центром розповсюдження і затвердження християнства в Київській Русі. У дванадцятому столітті монастир отримав статус «лаври» — головного великого монастиря.
Згідно опису майна 1593 року лавра володіла містами Васильків і Радомишль, селами Безрадичі, Борсуковичі, Вишевичі, Вишеньки, Волиця, Гдинь, Глубів, Городок (з присілками Лобковщина, Обарів), Дєдов, Демидів, Дубечня, Докілля, Забілоччя, Зазір'я, Іванищевичі, Іменіє, Кийлівці, Киселевичі, Косоричі, Мнєв, Мотиль, Навоз, Насадки, Насені, Новосілки, Новосілки Десенські, Озеряни, Опілля, Оране, Оревичі, Ошитковичі , Петрове, Печерське, Печеряни, Пересудовичі, Підлісся, Поріччя, Росохи, Синчичі, Сирачків, Слобідка, Сороковичі, Тарасовичі, Теремки, Тиклин, Хмідин, Хомичі, Хотів, Церковще, Чоповичі, Чудин, Шибенне, ґрунт Цвірківський. 1628 року додалися Пухова Слобода, Романів міст, Русанівщина, Совка, Сваром'я, Слобідка на Десні, Юровичі, Осокорки, Рубежівка.
У XVIII ст. Києво-Печерська лавра стала найбільшим церковним феодалом в Україні: їй належали три міста, сім містечок, біля двохсот сіл і хуторів, більше сімдесяти тисяч кріпаків, дві паперові фабрики, одинадцять цеглових і шість скляних заводів, більше ста шістдесяти винокурень і вітряків, біля двохсот шинків, два кінних заводи.

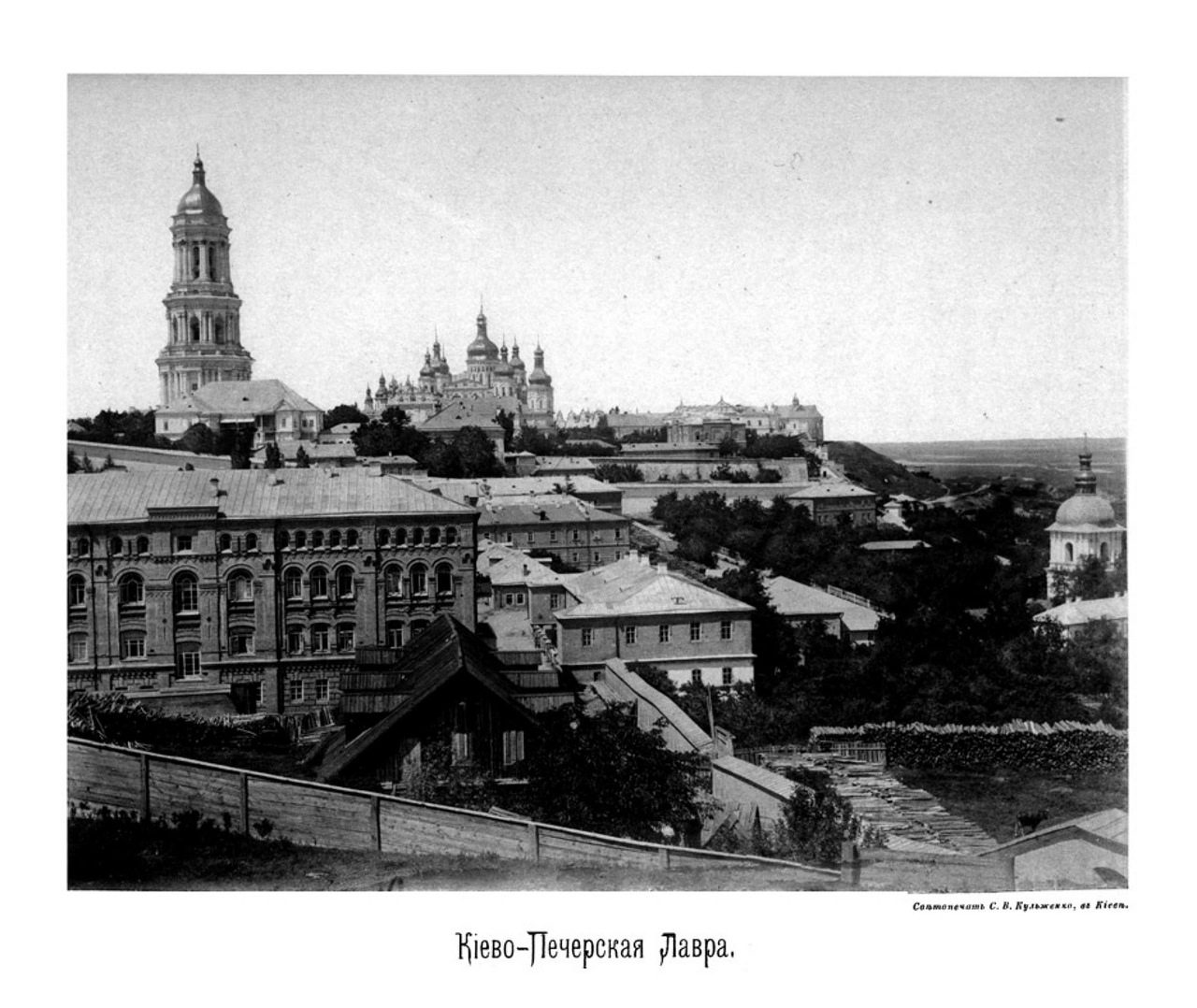
Києво-Печерська лавра, 1888 рік

Києво-Печерській лаврі було підпорядковано багато дрібних монастирів і так звані пу́стині (зокрема, Китаєвська, Микільська та інші під Києвом) з їхніми угіддями і кріпаками в Україні, Московії (Росії) і Білорусі. Києво-Печерська лавра зіграла важливу роль у розвитку давньоруської культури, була центром літописання. Тут перекладалися на церковно-слов'янську мову і переписувалися твори іноземних авторів. У лаврі працювали відомі літописці Нестор (автор «Повісті временних літ»), Никон, Сильвестр. У ХІІІ столітті було складено «Києво-Печерський патерик» — важливе джерело історії Києва.
Києво-Печерська лавра здійснювала широке будівництво з ХІ століття (Успенський собор, Троїцька надбрамна церква). Наприкінці ХІІ століття навколо монастиря було зведено оборонні стіни. У 1698—1701 році паралельно до них було споруджено нові фортечні стіни з бійницями і баштами. У 1731—1744 році споруджено Велику Лаврську дзвіницю, висота якої — 96,52 метра.
На території Лаври поховано багато видатних осіб, зокрема, монахи Антоній, Авраамій, Агапій, Еразм та Феодосій Печерські, князі Олелько Володимирович, Скиргайло Ольгердович, митрополит Петро Могила, друкар Беринда Памво, біля трапезної — генеральний суддя українського війська Кочубей Василь і полтавський полковник Іван Іскра. У церкві Спаса на Берестові — засновник Москви Юрій Долгорукий.
Трагічні події після 1917 року послужили поштовхом до тотального винищування православного духівництва і всього, що було зв'язано з Православною Церквою. 25 січня 1918 року в стінах Лаври був замучений перший новомученик руський митрополит Київський і Галицький Володимир, а в 1920 році Лавру закрили. В 1941 році, відступаючими радянськими військами було заміновано та підірвано Свято-Успенський собор. Під час німецької окупації Києва монастир удалося відродити, але не надовго — у 1961 році ченців знову вигнали зі стін обителі.

## Радянські часи

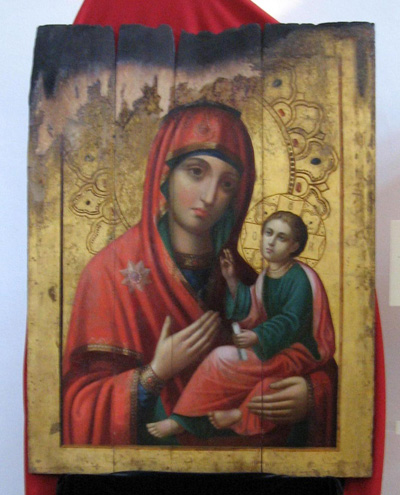
Обгоріла ікона: Богородиця Одигітрія, знайдена серед руїн Успенського собору

25 січня (ст. ст.) 1918 року був відвезений і убитий не встановленими особами настоятель Лаври — митрополит Київський і Галицький Володимир (Богоявленський).
Після 1919 року чернеча громада продовжувала існувати як артіль.
З початку 1924 року Лавра перебувала в безпосередньому віданні Патріарха Тихона.
На Всеукраїнській передсоборній нараді ("обновленській"), яка проходила з 11 по 15 листопада 1924 року в Харкові з доповіддю обновленського Київського митрополита Інокентія (Пустинского) було прийнято постанову про необхідність переходу Києво-Печерської Лаври у відання Всеукраїнського Священного Синоду (обновленського), що і сталося 15 грудня 1924 року.
29 вересня 1926 року ВУЦВК і Рада народних Комісарів УРСР прийняли постанову про «Визнання колишньої Києво-Печерської Лаври історико-культурним державним заповідником і про перетворення її на Всеукраїнське музейне містечко». Поступове витіснення чернечої общини новоствореним музеєм завершилися до початку 1930 року повною ліквідацією монастиря. Частина братії була вивезена і розстріляна, інші були ув'язнені або заслані. Лавра зазнала руйнування.
В одному з корпусів була розміщена Державна історична бібліотека України (знаходиться там до цього часу). На території лаври було утворено музейний комплекс, у його складі — Музей книги, Музей історичних коштовностей та ін.

## 1941

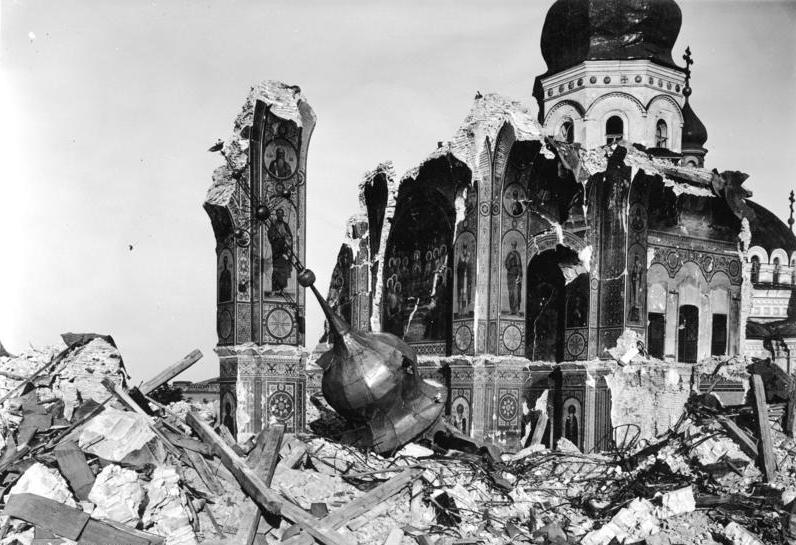
Руїни Успенського собору, 1942 рік

При відступі радянських військ собор був таємно замінований саперною командою «особого призначення» інженерних військ під командуванням полковника І. Г. Старинова при участі мінерів 18-ї дивізії НКВС. Протягом ночі в підвали собору було завезено кілька вантажівок вибухівки. Акція проводилась у рамках сталінської тактики спаленої землі. Собор був лише одним з багатьох замінованих цивільних об'єктів і будівель Києва.
3 листопада 1941 року залишеними НКВС диверсантами, Успенський собор було підірвано.
У період німецької окупації Києва в Лаврі було організовано поліцейську дільницю, де окупаційною владою було вбито близько 500 мирних громадян.
На Нюрнберзькому процесі в 1946 р. офіційний представник СРСР генеральний прокурор Руденко робив невдалі закиди командуванню Вермахту в знищенні собору. Але його спроби перекласти відповідальність на Вермахт були відкинуті. В повоєнний час радянська пропаганда та офіційна «історіографія», демонструючи фотографії зруйнованих Собору та Хрещатика, невпевнено брехала: «…таким залишився Київ після відступу німців восени 1943».
Радянський Союз та його політична правонаступниця Російська Федерація так ніколи офіційно і не визнали руйнування собору в вересні 1941.
У 1961 році монастир було знов закрито.

## Відбудова і сучасність

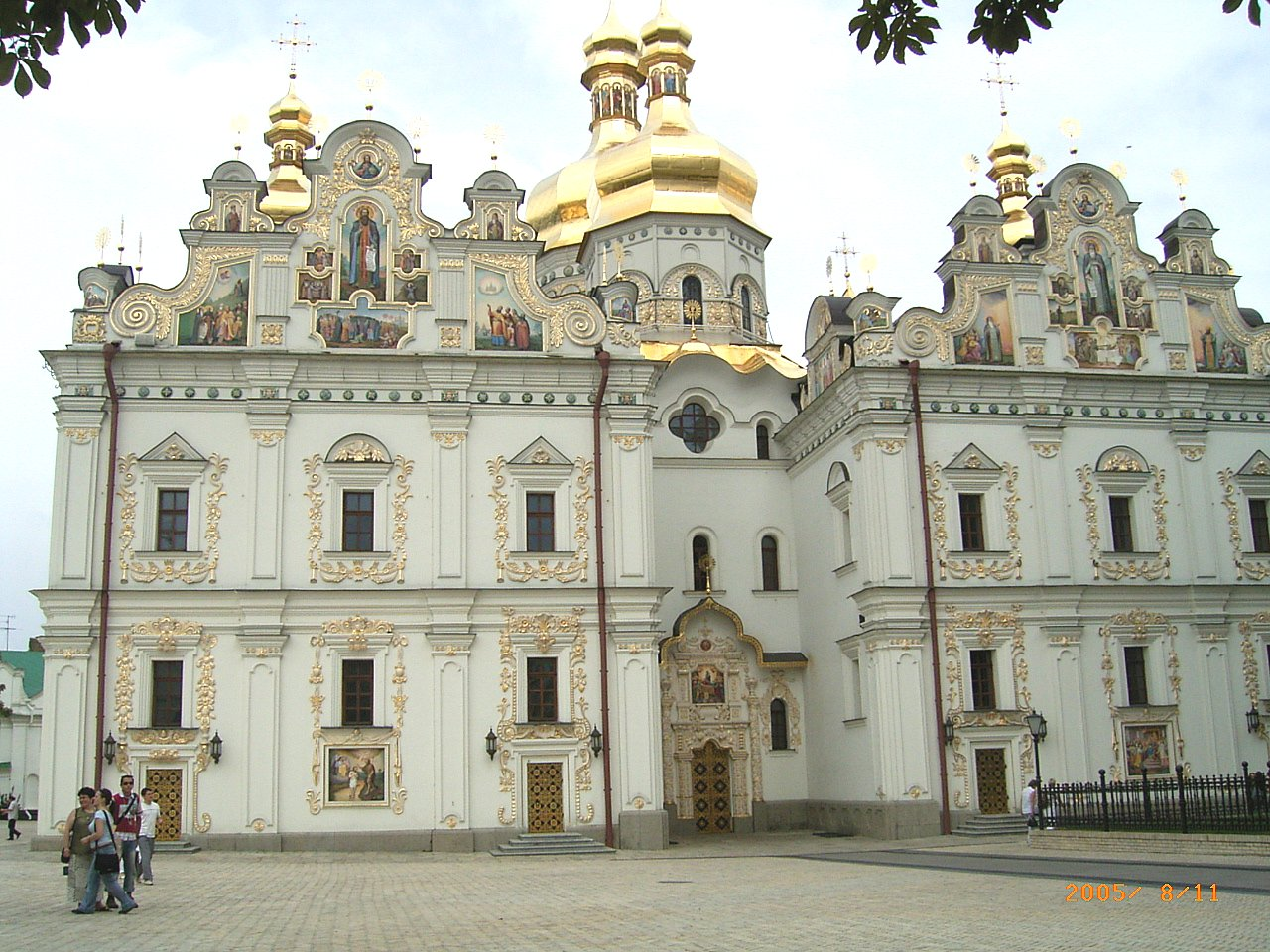
Відбудований Свято-Успенський собор

25 червня 1988 року уперше відбулася Божественна Літургія в печерному храмі преподобного Феодосія на Далеких печерах.
У музеях і фондах, розташованих на території Києво-Печерської лаври, можна побачити рукописи стародрукованих книг, колекцію тканин і вишивок. Особливий інтерес викликає колекція з дорогоцінних металів, стародавні гравюри і твори сучасних художників.
У ніч з 7 на 8 жовтня 2007 року було зруйновано браму до Нижніх Печер зведену в 1850 році. Ця брама була відновлена стараннями лаврських ченців 7 грудня 2007 року.

## Національний Києво-Печерський історико-культурний заповідник
Заповідник охоплює Києво-Печерську лавру. Відкритий для відвідувачів щодня з 9:00 до 18:00, каса працює до 17:00. У весняно-літній період час роботи подовжений на одну годину — до 19:00, каса працює до 18:00. Вартість квитка — 25 грн., для студентів — 12 грн. Заповідник безкоштовний для дітей дошкільного віку, сиріт, вихованців інтернатів, осіб з інвалідністю І-ІІ груп, учасників Великої Вітчизняної війни, солдатів та сержантів строкової служби.

## Пожертви на монастир
- 1119 — князь мінський Гліб Всеславич подарував монастирю 600 гривень срібла і 50 гривень золота. Після його смерті, княжа вдова Анастасія внесла ругу в 100 гривень срібла і 50 гривень золота.[6]